# Gerd Ludwig
Gerd Ludwig (* 17. března 1947, Alsfeld) je současný německý novinářský fotograf.

## Život a dílo
Studoval německou literaturu, politické vědy a tělesnou výchovy na univerzitě v Marburgu, ale přerušil studium cestou do Skandinávie a Severní Ameriky, kde pracoval jako zedník, námořník, zahradník a umývač nádobí. Později se opět vrátil do Německa a vystudoval fotografii u profesora Otto Steinerta na Folkwangschule v Essenu.
Spoluzaložil agenturu VISUM. V roce 1975 se přestěhoval do Hamburku a začal pracovat pro Geo, Stern, Spiegel, Zeit-Magazin, Time a Life, a zakázky reklamních kampaní. V devadesátých letech podepsal smlouvu jako fotograf pro National Geographic se zaměřením na společenské změny v Německu a východní Evropě. Tato práce vyvrcholila publikaci jeho knihy Broken Empire: After the Fall of the USSR (Po pádu Sovětského svazu), desetiletá retrospektiva vydaná společností National Geographic.
Spolupracuje s moskevským festivalem Interfoto, vystavuje v galeriích a na festivalech jako je Perpignan Visa pour L’Image, získal řadu fotografických ocenění, včetně IPA z roku 2006 Lucie Award pro fotografa roku.
V současné době žije a pracuje pracuje v Los Angeles. Fotografoval ve více než 70 zemích po celém světě, pořádá přednášky na univerzitách a fotografické workshopy po celém světě, pracuje pro National Geographic a v reklamě.

## Fotografické projekty (výběr)
- Broken Empire
- Soviet Pollution
- Grimm's Fairy Tales
- Toronto
- Brazilian Indians
- Gurunsi
- Salton Sea
- Tasmania

### Poslední projekty
- Moscow Never Sleeps
- Russian Orthodox Church
- Vitus Bering
- Siberian Oil

### Spolupráce s firmami
- Pilsner Urquell
- Indiana Tourism
- Wall
- Acura Motorsports